# NGC 5954
NGC 5954 (другие обозначения — UGC 9904, MCG 3-40-6, ZWG 107.8, KCPG 468B, Arp 91, VV 244, PGC 55482) — галактика в созвездии Змея.
Этот объект входит в число перечисленных в оригинальной редакции «Нового общего каталога», а также включён в атлас пекулярных галактик.